# Liste des municipalités de l'Île-du-Prince-Édouard
La liste des municipalités de l'Île-du-Prince-Édouard détaille les différents types de territoires incorporés en municipalité selon la loi de l'Île-du-Prince-Édouard et répertorie l'ensemble de ceux-ci.

L'Île-du-Prince-Édouard dans le Canada. (en rouge).

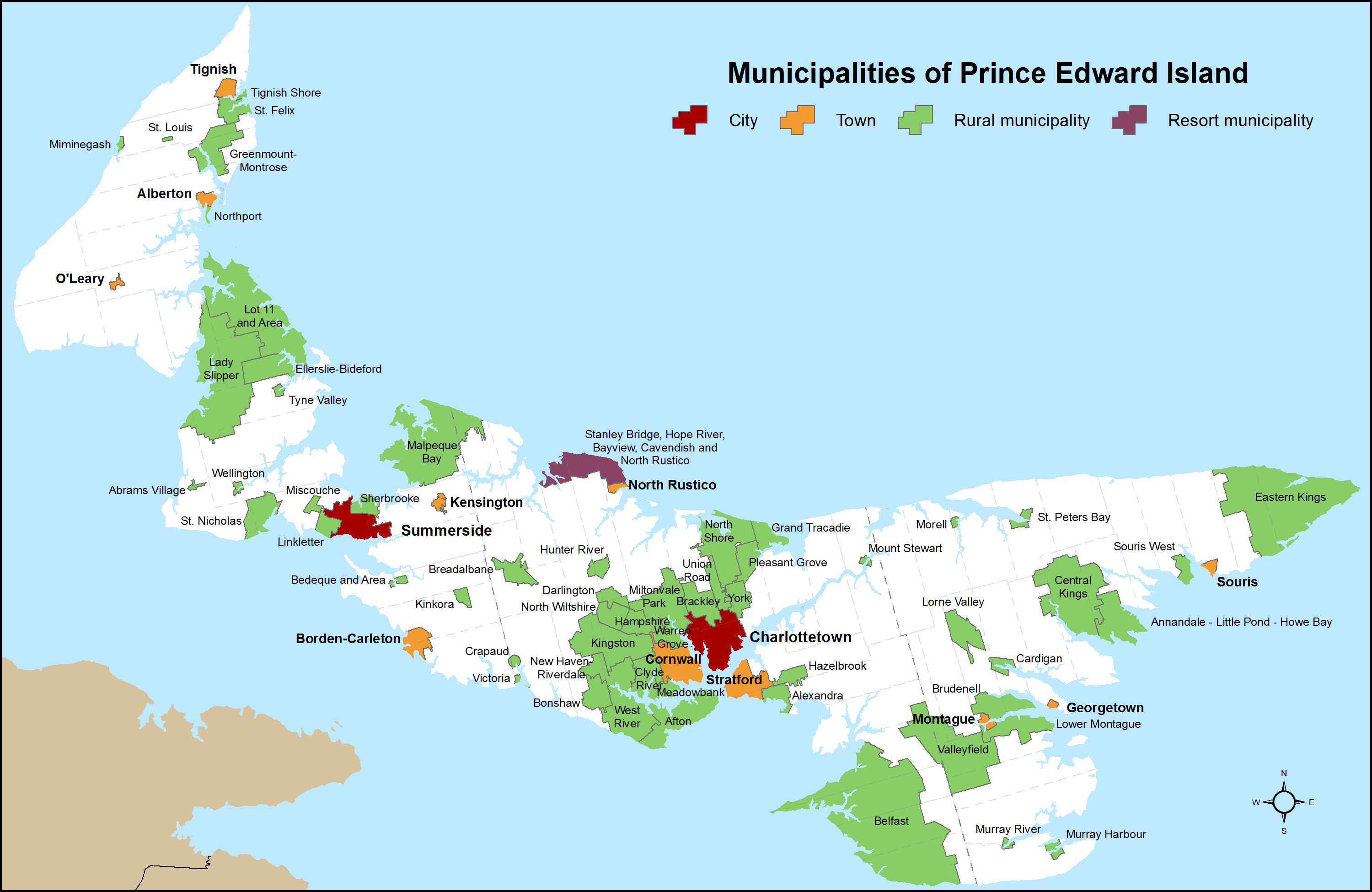
Répartition des 72 municipalités de l'Île-du-Prince-Édouard selon leur statut en 2017.

L'Île-du-Prince-Édouard est la plus petite province du Canada par sa population, 142 907 habitants d'après le recensement de 2016, et sa superficie 5 686 km² (2 195 miles carrés). L'Île-du-Prince-Édouard comporte 63 municipalités couvrant 29,6% du territoire de la province et 72% de la population en 2016,. Ces municipalités desservent des services de gouvernement local à leurs résidents tels que la protection contre les incendies, la planification municipale et un plan de mesures d'urgence. Le reste du territoire est non incorporé et ne comporte donc pas de gouvernement local.
Les statuts des municipalités de l'Île-du-Prince-Édouard sont des cités, des villes, des municipalités rurales et des municipalités de villégiature. Ces municipalités sont soumises au Municipal Government Act (MGA), appliqué à partir du 23 décembre 2017. La constitution d'une municipalité peut être proposée par le ministère des Pêcheries et des Communautés, par le conseil d'une municipalité existante ou par une pétition signée par au moins 30% de personnes qui seraient résidentes de la future municipalité. Pour être éligible à un statut de cité ou de ville, des critères de population minimale et de valeur de propriété foncière doivent être atteints. Autrement, le statut de municipalité rurale peut être donné par le ministère des Pêcheries et des Communautés s'il juge que cela est dans l'intérêt public. La seule municipalité de villégiature est Resort Municipality of Stanley Bridge, Hope River, Bayview, Cavendish and North Rustico et est instaurée sur ordre du conseil en 1990. Depuis 2017, le MGA évite la création de nouvelles municipalités de villégiature.
L'Île-du-Prince-Édouard possède 2 cités, 10 villes, 50 municipalités rurales et 1 municipalité de villégiature qui sont distribuées parmi les 3 comtés (Kings, Prince et Queens),. Charlottetown est la capitale provinciale et la plus populeuse municipalité, tandis que Belfast est la plus vaste municipalité. Les plus petites municipalités par la population et par le territoire sont respectivement Tignish Shore et Saint-Louis.

## Municipalités

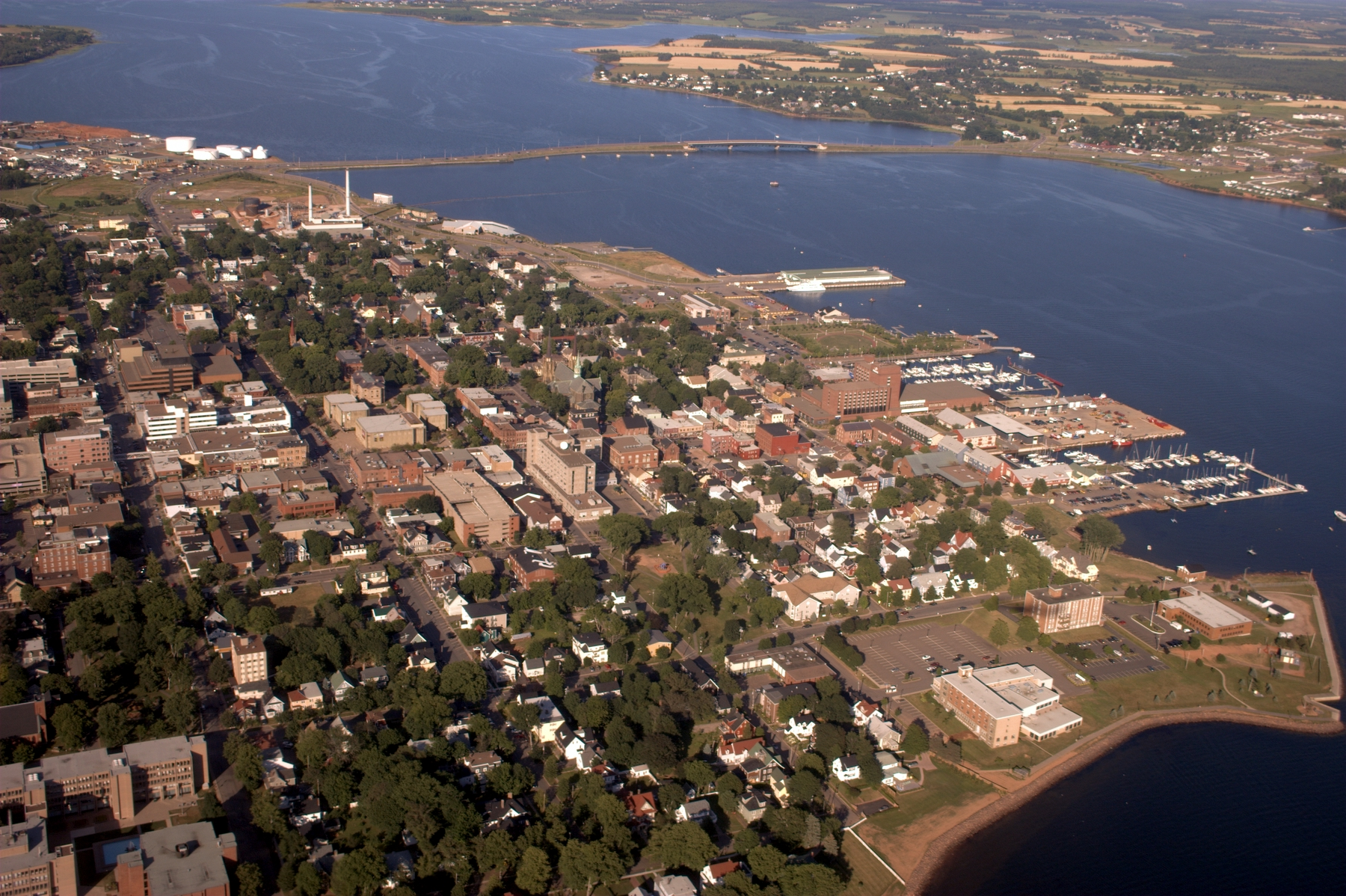

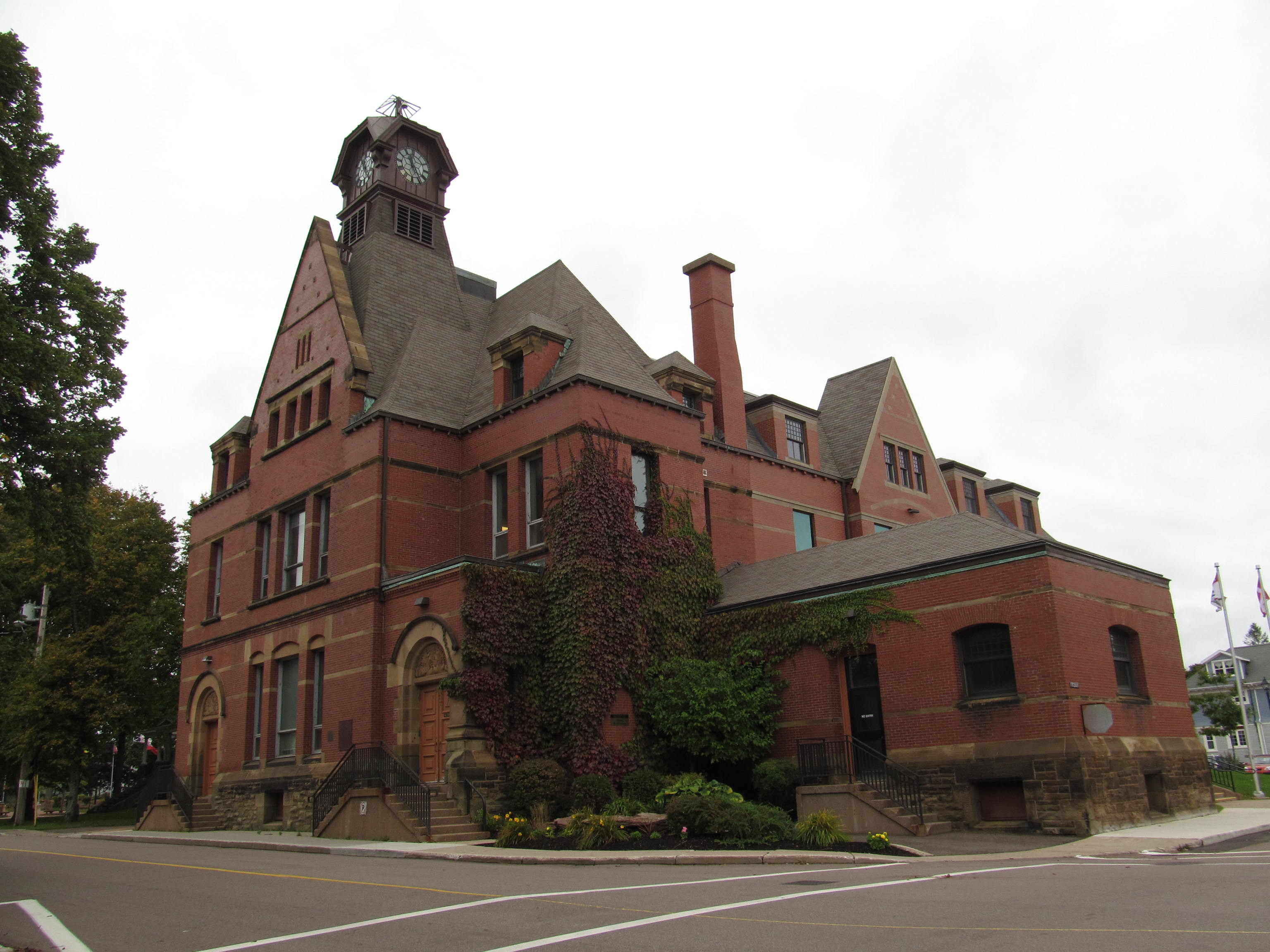

### Cités
D'après le MGA, une municipalité peut s'incorporer en cité si la population estimée atteint 15 000 habitants et une valeur de propriété foncière de 750 millions de dollars et plus,. Si les critères ne sont plus atteints, le ministère des Pêcheries et des Communautés peut recommander au lieutenant-gouverneur en Conseil de changer le statut pour un nouveau statut plus approprié.
L'Île-du-Prince-Édouard possède 2 cités. Charlottetown est la capitale et la plus grande cité par la population avec 36 094 résidents et par le territoire avec 44,34 km² (17,12 miles carrés). La cité forme le une agglomération de recensement comprenant 69 325 habitants, soit 49% de la population provinciale. La seconde cité de la province est Summerside, située dans la partie ouest de l'île. Elle concentre une population de 14 829 résidents sur une territoire de 28,49 km² (11,00 miles carrés). Débutant avec les élections municipales de 2018, le MGA permet aux cités d'élire un maire et un conseil municipal comprenant un minimum de huit conseillers pour un mandat de quatre ans.

### Villes
Selon le MGA, une municipalité peut s'incorporer en ville si la population estimée est de 4 000 résidents et plus et moins de 15 000 résidents, ainsi que si la valeur des propriétés foncières est située entre 200 et 750 millions de dollars. Si les critères ne sont plus atteints, le ministère des Pêcheries et des Communautés peut recommander au lieutenant-gouverneur en Conseil de changer le statut pour un nouveau statut plus approprié.
L'Île-du-Prince-Édouard comprend 10 villes incorporées, qui cumulent une population de 28 905 habitant selon le recensement de 2016. La plus et la moins importante ville de la province par leur population sont respectivement Stratford (9 706 résidents) et North Rustico (607 habitants). Three Rivers est la plus vaste ville de la province avec 148,37 km² (57,29 miles carrés) et O'Leary est la moins vaste avec un territoire de 1,68 km² (0,65 mile carré). Three Rivers est également la plus récente ville de la province, car incorporée le 28 septembre 2018 après la fusion de Georgetown et Montague et les municipalités rurales de Brudenell, Cardigan, Lorne Valley, Lower Montague et Valleyfield, ainsi que des parties de quelques territoires non incorporés. Débutant avec les élections municipales de 2018, le MGA permet aux cités d'élire un maire et un conseil municipal comprenant un minimum de six conseillers.

### Municipalités rurales
D'après le MGA, les communautés ayant le statut de communauté sous le précédent Municipalities Act, adopté en 1983, deviennent des municipalités rurales,. Avec la fusion de Brackley et Winsloe South le 15 décembre 2017 et l'application du MGA huit jours plus tard, le 23 décembre 2017, l'Île-du-Prince-Édouard observe 58 communautés devenir des municipalités rurales,. Le 28 septembre 2018, trois fusions municipales réduisent le nombre à 50 municipalités rurales. En 2016, la plus populeuse municipalité rurale est North Shore avec 2 152 résidents et la moins populeuse est Tignish Shore avec 57 résidents,,. Débutant avec les élections municipales de 2018, le MGA permet aux cités d'élire un maire et un conseil municipal comprenant un minimum de six conseillers.

### Municipalités de villégiature
Seulement une municipalité de villégiature est présente dans la province. La municipalité de villégiature (Resort municipality) de Stanley Bridge, Hope River, Bayview, Cavendish and North Rustico est établie en 1990. Actuellement, le MGA empêche l'établissement de nouvelles municipalités de villégiature,. Débutant avec les élections municipales de 2018, le MGA permet aux cités d'élire un maire et un conseil municipal comprenant un minimum de six conseillers. Si la population d'une municipalité de villégiature atteint 2 000 électeurs, la municipalité changera de statut conformément au MGA.

## Liste des municipalités
- Haut – A
- B
- C
- D
- E
- F
- G
- H
- I
- J
- K
- L
- M
- N
- O
- P
- Q
- R
- S
- T
- U
- V
- W
- X
- Y
- Z

| Nom                            | Comté  | Population (2016) | Superficie (km²) | Densité de population | Type de municipalité         | Constitution |
| ------------------------------ | ------ | ----------------- | ---------------- | --------------------- | ---------------------------- | ------------ |
| Abrams-Village                 | Prince | 272               | 1,26             | 215,9                 | Municipalité rurale          | 1974         |
| Afton                          | Queens | 1291              | 39,8             | 32,4                  | Municipalité rurale          | 1974         |
| Alberton                       | Prince | 1145              | 4,52             | 253,3                 | Ville                        | 1913         |
| Alexandra                      | Queens | 221               | 10,4             | 21,3                  | Municipalité rurale          | 1972         |
| Annandale-Little Pond-Howe Bay | Kings  | 211               | 31,8             | 6,6                   | Municipalité rurale          | 1975         |
| Bedeque and Area               | Prince | 302               | 2,53             | 119,4                 | Municipalité rurale          | 2014         |
| Belfast                        | Queens | 1670              | 229,6            | 7,3                   | Municipalité rurale          | 1972         |
| Bonshaw                        | Queens | 187               | 14,0             | 13,4                  | Municipalité rurale          | 1977         |
| Borden-Carleton                | Prince | 724               | 12,99            | 55,7                  | Ville                        | 1995         |
| Brackley                       | Queens | 596               | 18,38            | 32,4                  | Municipalité rurale          | 1983         |
| Breadalbane                    | Queens | 167               | 12,55            | 13,3                  | Municipalité rurale          | 1991         |
| Central Kings                  | Kings  | 339               | 73,7             | 4,6                   | Municipalité rurale          | 1975         |
| Central Prince                 | Prince | 1054              | 133,2            | 8,3                   | Municipalité rurale          | 2018         |
| Charlottetown                  | Queens | 36094             | 44,34            | 814,0                 | Cité                         | 1855         |
| Clyde River                    | Queens | 653               | 16,52            | 39,5                  | Municipalité rurale          | 1974         |
| Cornwall                       | Queens | 5348              | 28,19            | 189,7                 | Ville                        | 1995         |
| Crapaud                        | Queens | 319               | 2,15             | 148,4                 | Municipalité rurale          | 1950         |
| Darlington                     | Queens | 91                | 7,7              | 11,8                  | Municipalité rurale          | 1983         |
| Eastern Kings                  | Kings  | 709               | 141,0            | 5,0                   | Municipalité rurale          | 1974         |
| Greenmount-Montrose            | Prince | 266               | 25,8             | 10,3                  | Municipalité rurale          | 1977         |
| Hampshire                      | Queens | 335               | 13,6             | 24,6                  | Municipalité rurale          | 1974         |
| Hazelbrook                     | Queens | 183               | 8,1              | 22,6                  | Municipalité rurale          | 1974         |
| Hunter River                   | Queens | 356               | 5,97             | 59,6                  | Municipalité rurale          | 1974         |
| Kensington                     | Prince | 1619              | 3,01             | 537,9                 | Ville                        | 1914         |
| Kingston                       | Queens | 1096              | 48,0             | 22,8                  | Municipalité rurale          | 1974         |
| Kinkora                        | Prince | 336               | 3,82             | 88,0                  | Municipalité rurale          | 1955         |
| Linkletter                     | Prince | 310               | 9,08             | 34,1                  | Municipalité rurale          | 1972         |
| Lot 11 and Area                | Prince | 613               | 101,4            | 6,0                   | Municipalité rurale          | 1982         |
| Malpeque Bay                   | Queens | 1030              | 96,7             | 10,7                  | Municipalité rurale          | 1973         |
| Meadowbank                     | Queens | 355               | 9,29             | 38,2                  | Municipalité rurale          | 1974         |
| Miltonvale Park                | Queens | 1148              | 35,45            | 32,4                  | Municipalité rurale          | 1974         |
| Miminegash                     | Prince | 148               | 1,90             | 77,9                  | Municipalité rurale          | 1968         |
| Miscouche                      | Prince | 873               | 3,45             | 253,0                 | Municipalité rurale          | 1957         |
| Morell                         | Kings  | 297               | 1,46             | 203,4                 | Municipalité rurale          | 1953         |
| Mount Stewart                  | Queens | 209               | 1,22             | 171,3                 | Municipalité rurale          | 1953         |
| Murray Harbour                 | Kings  | 258               | 3,89             | 66,3                  | Municipalité rurale          | 1953         |
| Murray River                   | Kings  | 304               | 1,47             | 206,8                 | Municipalité rurale          | 1955         |
| New Haven-Riverdale            | Queens | 520               | 21,7             | 24,0                  | Municipalité rurale          | 1974         |
| North Rustico                  | Queens | 607               | 2,41             | 251,9                 | Ville                        | 1954         |
| North Shore                    | Queens | 2152              | 71,4             | 29,1                  | Municipalité rurale          | 1974         |
| North Wiltshire                | Queens | 189               | 12,3             | 15,4                  | Municipalité rurale          | 1974         |
| Northport                      | Prince | 186               | 1,8              | 103,3                 | Municipalité rurale          | 1974         |
| O'Leary                        | Prince | 815               | 1,68             | 485,1                 | Ville                        | 1951         |
| Resort Municipality            | Queens | 328               | 37,79            | 8,7                   | Municipalité de villégiature | 1990         |
| Sherbrooke                     | Prince | 159               | 8,85             | 18,0                  | Municipalité rurale          | 1972         |
| Souris                         | Kings  | 1053              | 3,47             | 303,5                 | Ville                        | 1910         |
| Souris West                    | Kings  | 356               | 7,7              | 51,8                  | Municipalité rurale          | 1972         |
| Saint-Félix                    | Prince | 333               | 11,4             | 29,2                  | Municipalité rurale          | 1977         |
| Saint-Louis                    | Prince | 66                | 0,62             | 106,5                 | Municipalité rurale          | 1964         |
| Saint-Nicholas                 | Prince | 211               | 20,6             | 10,2                  | Municipalité rurale          | 1991         |
| St. Peter's Bay                | Kings  | 237               | 4,27             | 55,5                  | Municipalité rurale          | 1953         |
| Stratford                      | Queens | 9706              | 22,53            | 430,8                 | Ville                        | 1995         |
| Summerside                     | Prince | 14829             | 28,49            | 520,5                 | Cité                         | 1877         |
| Three Rivers                   | Kings  | 7169              | 148,37           | 31,7                  | Ville                        | 2018         |
| Tignish                        | Prince | 719               | 5,87             | 122,5                 | Ville                        | 1952         |
| Tignish Shore                  | Prince | 57                | 1,5              | 38,0                  | Municipalité rurale          | 1975         |
| Tyne Valley                    | Prince | 249               | 1,72             | 144,8                 | Municipalité rurale          | 1966         |
| Union Road                     | Queens | 204               | 9,97             | 20,5                  | Municipalité rurale          | 1977         |
| Victoria                       | Queens | 74                | 1,46             | 50,7                  | Municipalité rurale          | 1951         |
| Warren Grove                   | Queens | 356               | 10,18            | 35,0                  | Municipalité rurale          | 1985         |
| Wellington                     | Prince | 415               | 1,78             | 233,1                 | Municipalité rurale          | 1959         |
| West River                     | Queens | 801               | 34,8             | 23,0                  | Municipalité rurale          | 1974         |
| York                           | Queens | 408               | 12,4             | 32,9                  | Municipalité rurale          | 1986         |